# Chiesa dei Santi Faustino e Giovita (Villa d'Almè)
La chiesa dei Santi Faustino e Giovita è la parrocchiale di Villa d'Almè, in provincia e diocesi di Bergamo, inserita nel vicariato di Almenno-Ponteranica-Villa d'Almè.

## Storia
La chiesa è molto antica, un edificio si culto viene indicato nella bolla di papa Lucio II intitolato a san Faustino, era una cappella dipendente dalla chiesa di Almè, che aveva il potere d'investitura del suo cappellano. Secondo lo storico Donato Calvi l'edificio fu consacrato il 18 marzo 1449 con l'intitolazione ai santi Faustino e Giovita, contemporaneamente fu elevata a parrocchia “nullius plebis”, autonoma da altre pievi. Contrariamente la relazione della visita pastorale di san Carlo Borromeo del 19 ottobre 1575, inserirebbe la chiesa ancora dipendente dalla pieve della Valle Brembana inferiore. Vi erano inoltre la scuola del Corpo di Cristo, governata da due sindaci e un tesoriere eletti dalla comunità. Questo regolamento ripeteva quanto indicato nella Congregazione della Misericordia Maggiore. Che possa aver errato san Carlo Borromeo è non chiaro, in quanto già nel 1574 negli atti del III sinodo “Beneficiorum ecclesiasticorum 1577” del vescovo Federico Corner la indicava autonoma da ogni pieve, anche un ulteriore manoscritto del medesimo anno ne conferma la situazione.
La chiesa fu descritta nel sommario redatto nel 1667 delle chiese della diocesi di Bergamo, dal cancelliere Giovanni Giacomo Marenzi, che la conferma parrocchia intitolata ai santi Faustino e Giovita, indicata sempre come “nullius plebis” con le scuole del Santissimo Sacramento che godeva del giuspatronato dell'altare maggiore e della Madonna del santissimo Rosario
Il 27 luglio 1712 la chiesa fu elevata a dignità di prepositurale del vescovo Pietro Priuli.
Con decreto in data 27 luglio 1712 del vescovo Pietro Priuli, la chiesa venne elevata alla dignità di prepositurale. La chiesa è indicata a capo della XXXII vicaria nel 1861 ma si alternerà nel tempo con quella di Sedrina. 
La parrocchia fu inserita con decreto del 27 maggio 1979 del vescovo Giulio Oggioni nel vicariato di Almenno-Ponteranica-Villa d'Almè.

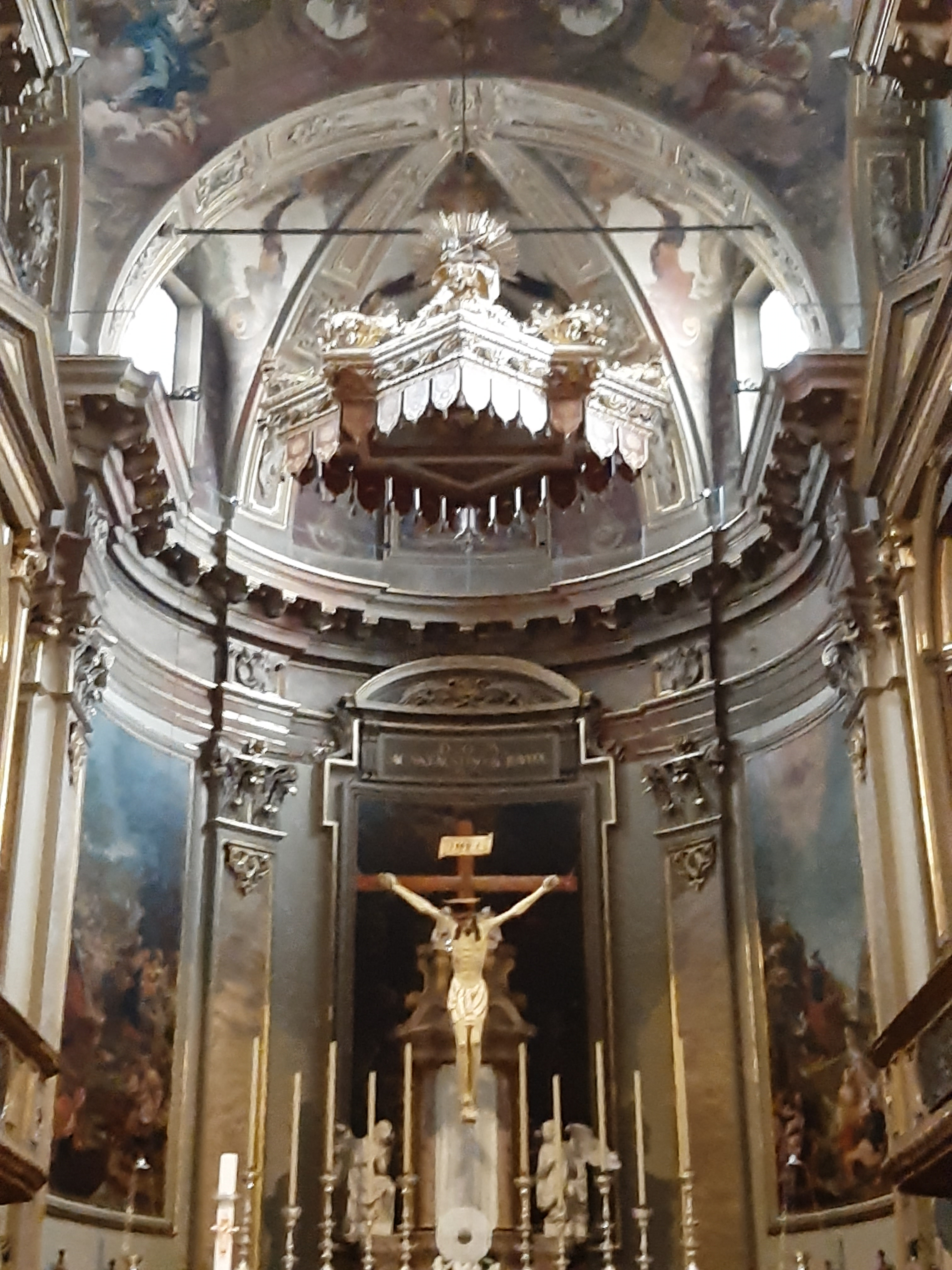
Interno chiesa di San Faustino e Giovita

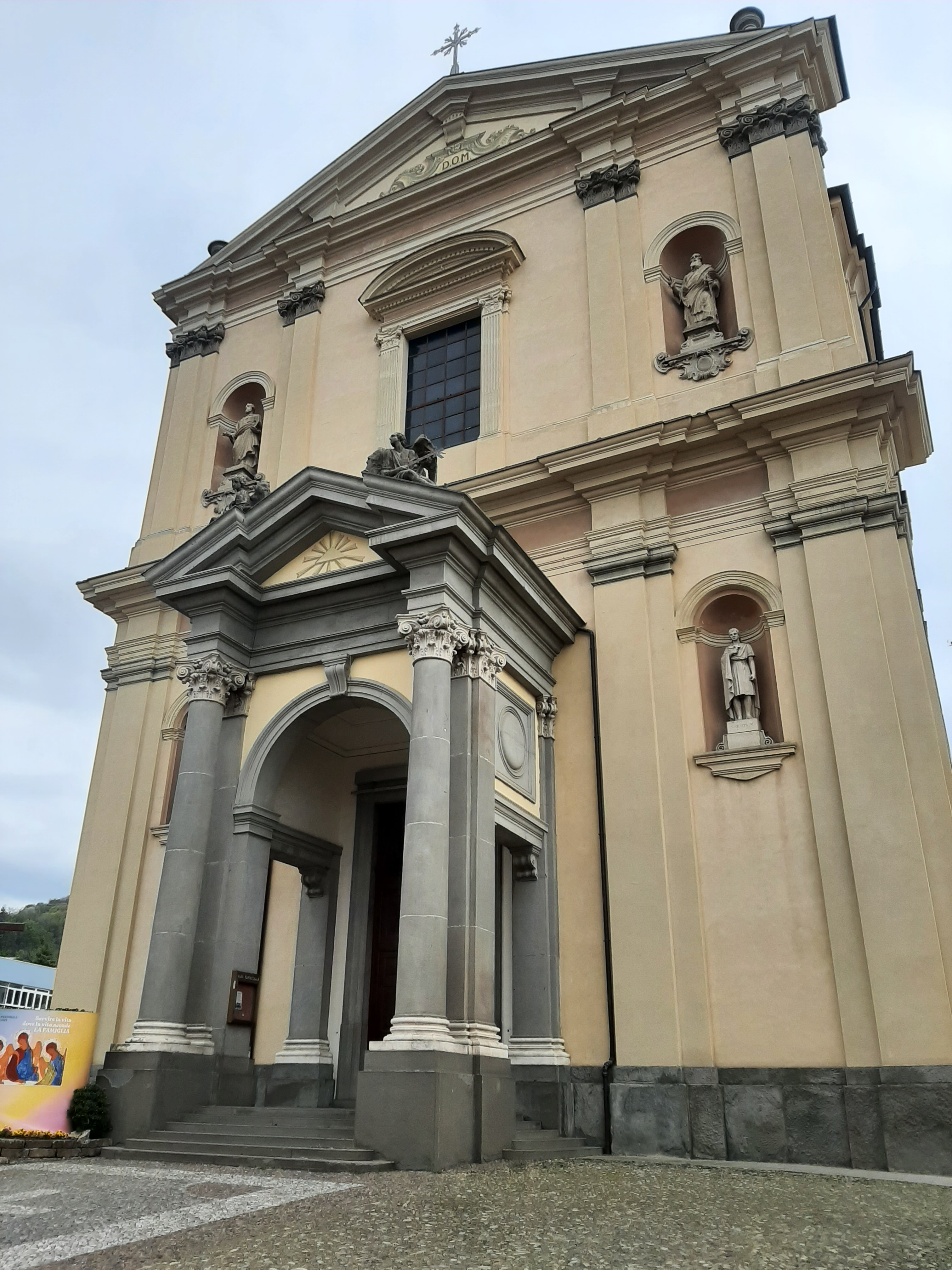
Facciata chiesa di San Faustino Giovita

## Descrizione

### Esterno
La chiesa è orientata a sud e è posta sulla facciata al centro dell'abitato urbano, ed è preceduta dal sagrato con pavimentazione in ciottolato. La parte centrale presenta un protiro ad arco con quattro colonne complete di zoccolatura e capitelli d'ordine corinzio che sorreggono il timpano triangolare con la scritta che riprende l'intitolazione dell'edificio. Lesene completa di controlesene tripartiscono la facciata divise su due ordini da una cornice marcapiano. Il portale centrale alla facciata è completo dello stemma vescovile e preceduto da tre gradini. Un'apertura rettangola con copertura centina aggettante atta a illuminare l'aula, è posta nella parte superiore. Lateralmente vi sono le statue dei santi Faustino e Giovita poste nelle rispettive nicchie. In quelle superiori sempre posti nelle nicchie, vi sono le statue dei santi Pietro apostolo e Paolo di Tarso

### Interno
L'interno a pianta rettangolare presenta un'unica navata che si sviluppa su cinque campate separate da lesene poggianti su alto zoccolatura e complete di capitelli finemente decorati che sorreggono la trabeazione dalla quale parte la volta a crociera. Le navate conservano le cappelle dedicate alla Madonna di Fatima, a san Francesco d'Assini. L'arco trionfale decorato precede la zona presbiteriale sopraelevata da cinque gradini e di misura inferiore alla sala. L'abside con copertura da catino è completa del coro ligneo.
La costruzione dell'altare maggiore risale al 1935 su progetto dell'ingegnere Luigi Angelini.  Gli Angeli oranti, le statue di San Giovita e di San Faustino e le coppie di Putti alati che adornano la mensa sono opera di  Gianni Remuzzi.